# Gołogórki
Gołogórki (ukr. Гологірки) – wieś w obwodzie lwowskim, w rejonie złoczowskim na Ukrainie. Miejscowość liczy 142 mieszkańców.

## Położenie
Według Słownika geograficznego Królestwa Polskiego i innych krajów słowiańskich: Gołogórki to wieś w powiecie złoczowskim, położona 3 mile na zachód od Złoczowa i 1,7 km na północ od Gołogóry. Własność oo. dominikanów w Podkamieniu pod Brodami.

## Ludność
W latach 1880–1902 na obszarze wsi było 233 mieszkańców, w tym 20 wyznania rz.-kat., reszta gr.-kat. i izrael. Rzym.-kat. i gr.-kat. parafia znajdowały się w Gołogórach.